# Spodnje Goriče, Rožek
Spodnje Goriče (nemško Untergoritschach) je naselje v Občini Rožek v Okraju Beljak-dežela na Koroškem v Avstriji.